# Ligne de tramway 2 (SNCV Groupe de Namur)
La ligne 2 est une ancienne ligne de tramway du Groupe de Namur de la Société nationale des chemins de fer vicinaux (SNCV) qui a fonctionné entre le 13 février 1909 et le 10 mai 1940.

## Histoire
La ligne est mise en service en traction électrique le 13 février 1909 entre la gare de Saint-Servais et la gare de Jambes[réf. nécessaire] (nouvelles sections, Saint-Servais Gare - Place d'Hastedon, capital 56 et Pont de Jambes - Gare[réf. nécessaire]). A Saint-Servais, une voie non électrifiée continue depuis le terminus en suivant la rue de Gembloux jusqu'au carrefour avec la chaussée de Perwez, cette voie est également raccordée par un embranchement à la gare de Saint-Servais,.
A la fin des années 1920, la ligne est limitée de Jambes à la place d'Armes à Namur, elle est remplacée vers Jambes par la ligne 3.
Elle est supprimée le 10 mai 1940.

## Exploitation

### Horaires
Tableaux :
- 548 en 1931[4].